# Riemann-Siegel-formule
De Riemann-Siegel-formule is in de getaltheorie, een deelgebied van de wiskunde, een asymptotische formule voor de fout in de benadering van de functionaalvergelijking van de Riemann-zèta-functie, een benadering van de zèta-functie door een eindige som van twee eindige Dirichletreeksen.
De Riemann-Siegel-formule werd in 1932 door Carl Ludwig Siegel gevonden in een verzameling ongepubliceerde manuscripten van Bernhard Riemann uit de jaren 1850. Siegel leidde de formule af van de Riemann-Siegel-integraalformule, een expressie voor de zèta-functie waarin gebruik wordt gemaakt van contourintegralen. Ze wordt vaak gebruikt om waarden van de Riemann-Siegel-formule te berekenen, soms in combinatie met het algoritme van Odlyzko-Schönhage, dat de berekening aanzienlijk versnelt. Wanneer gebruikt langs de kritieke lijn, is het vaak nuttig de formule in een vorm te gebruiken, waarin het een formule voor de Z-functie wordt.
Als {\displaystyle M} en {\displaystyle N} niet-negatieve gehele getallen zijn, dan is de zèta-functie gelijk aan
{\displaystyle \zeta (s)=\sum _{n=1}^{N}{\frac {1}{n^{s}}}+\gamma (1-s)\sum _{n=1}^{M}{\frac {1}{n^{1-s}}}+R(s)}
waar
{\displaystyle \gamma (s)=\pi ^{{\tfrac {1}{2}}-s}{\frac {\Gamma \left({\tfrac {s}{2}}\right)}{\Gamma \left({\tfrac {1}{2}}(1-s)\right)}}}
de factor is die verschijnt in de functionele vergelijking ζ(s) = γ(s) ζ(1 − s) en waarin
{\displaystyle R(s)={\frac {-\Gamma (1-s)}{2\pi i}}\int {\frac {(-x)^{s-1}e^{-Nx}}{e^{x}-1}}\,\mathrm {d} x}
een contourintegraal is, waarvan de contour begint en eindigt op +∞ en de singulariteiten van de absolute waarde op ten hoogste 2πM omcirkelt. De geschatte functionaalvergelijking geeft een schatting van de grootte van de foutterm. Siegel en Edwards leiden de Riemann-Siegel-formule hieruit af door op deze integraal de methode van de steilste afdaling toe te passen om zo een asymptotische expansie van de foutterm {\displaystyle R(s)} te geven als een reeks van negatieve machten van {\displaystyle \mathrm {Im} (s)}. In toepassingen ligt {\displaystyle s} meestal op de kritieke lijn, en worden de positieve gehele getallen {\displaystyle M} en {\displaystyle N} gekozen om over 2πIm(s)1/2.Gabcke vond in 1979 goede begrenzingen voor de fout in de Riemann-Siegel-formule.

## Integraalformule van Riemann
Riemann liet zien dat
{\displaystyle \int _{0\searrow 1}{\frac {e^{-i\pi u^{2}+2\pi ipu}}{e^{\pi iu}-e^{-\pi iu}}}\,\mathrm {d} u={\frac {e^{i\pi p^{2}}-e^{i\pi p}}{e^{i\pi p}-e^{-i\pi p}}}}
waar de contour van de integratie een lijn is met helling –1 die tussen 0 en 1 passeert (Edwards, 1974, 7.9)
Hij gebruikte dit resultaat om de onderstaande integraalformula voor de zèta-functie te geven:
{\displaystyle \pi ^{-{\tfrac {s}{2}}}\Gamma \left({\tfrac {s}{2}}\right)\zeta (s)=\pi ^{-{\tfrac {s}{2}}}\Gamma \left({\tfrac {s}{2}}\right)\int _{0\swarrow 1}{\frac {x^{-s}e^{\pi ix^{2}}}{e^{\pi ix}-e^{-\pi ix}}}\,\mathrm {d} x+\pi ^{-{\frac {1-s}{2}}}\Gamma \left({\tfrac {1-s}{2}}\right)\int _{0\searrow 1}{\frac {x^{s-1}e^{-\pi ix^{2}}}{e^{\pi ix}-e^{-\pi ix}}}\,\mathrm {d} x}

## Voetnoten
1. ↑  Siegel, 1932 en Edwards, 1974
2. ↑  Gabcke, 1979